# Gare de Maulburg
La gare de Maulburg est une gare située à Schopfheim, dans le Bade-Wurtemberg.

## Situation ferroviaire
La gare est située au point kilométrique (PK) 16,7 de la Wiesentalbahn (ligne entre Bâle et Zell im Wiesenthal).

## Service voyageurs

### Desserte
| Origine      | Arrêt précédent | Train | Train | Train | Arrêt suivant    | Destination       |
| ------------ | --------------- | ----- | ----- | ----- | ---------------- | ----------------- |
| Bâle Badoise | Steinen         |       | S     |       | Schopfheim-Ouest | Zell im Wiesental |